# Norah Jeruto
Norah Jeruto Tanui (née le 2 octobre 1995) est une athlète kényane naturalisée kazakhe en 2022, spécialiste du 3 000 mètres steeple. Elle devient championne du monde de la distance à Eugene en 2022.

## Biographie
Norah Jeruto concourt pour le club Altay Athletics, club professionnel international du Kazakhstan.
Sous les couleurs kényanes, elle empoche la médaille d'or du 3 000 m steeple lors des Championnats d'Afrique 2016, à Durban, dans le temps de 9 min 25 s 07, record personnel et nouveau record de la compétition.
Le 27 août 2017, elle remporte l'ISTAF Berlin en 9 min 03 s 70, record personnel et record du meeting. Deux jours plus tard, elle court en 9 min 04 s 56 au Mémorial Hanžeković de Zagreb, record du meeting.
Le 1er décembre 2019, Jeruto gagne la Course de l'Escalade, à Genève en Suisse, et y établit un nouveau record féminin du parcours en 22 min 56 s.
Elle remporte la Ligue de diamant 2021 à Zurich après s'être imposé lors de la Prefontaine Classic à Eugene où elle établit le 21 août 2021 la troisième meilleure performance de tous les temps sur 3 000 m steeple en 8 min 53 s 65.
Naturalisée Kazakhe, elle représente ce pays depuis le 30 janvier 2022.
Le 20 juillet 2022, elle décroche la médaille d'or du 3 000 m steeple lors des championnats du monde 2022 à Eugene, en s'imposant dans le temps de 8 min 53 s 02, nouveau record des championnats, après avoir mené la course pratiquement du début à la fin. Elle devance les Éthiopiennes Werkuha Getachew et Mekides Abebe.
Le 7 avril 2023, elle est suspendue provisoirement par l'Unité d'intégrité de l'athlétisme pour utilisation d'une substance ou d'une méthode prohibée décelée par le passeport biologique. Suspension levée par la suite.

## Palmarès
| Date                       | Compétition                  | Lieu                  | Résultat              | Épreuve               | Temps                 |
| Représentant le Kenya      | Représentant le Kenya        | Représentant le Kenya | Représentant le Kenya | Représentant le Kenya | Représentant le Kenya |
| -------------------------- | ---------------------------- | --------------------- | --------------------- | --------------------- | --------------------- |
| 2011                       | Championnats du monde cadets | Villeneuve-d'Ascq     | 1re                   | 2 000 m steeple       | 6 min 16 s 41         |
| 2016                       | Championnats d'Afrique       | Durban                | 1re                   | 3 000 m steeple       | 9 min 25 s 07         |
| 2019                       | Ligue de diamant             | Ligue de diamant      | 3e                    | 3 000 m steeple       | 9 min 05 s 15         |
| 2019                       | Course de l'Escalade         | Genève                | 1re                   | Course populaire      | 22 min 56 s           |
| 2021                       | Ligue de diamant             | Ligue de diamant      | 1re                   | 3 000 m steeple       |                       |
| Représentant le Kazakhstan |                              |                       |                       |                       |                       |
| 2022                       | Championnats du monde        | Eugene                | 1re                   | 3 000 m steeple       | 8 min 53 s 02         |
| 2024                       | Jeux olympiques              | Paris                 | 9e                    | 3 000 m steeple       | 9 min 8 s 97          |

## Records
| Épreuve             | Performance    | Lieu    | Date               |
| ------------------- | -------------- | ------- | ------------------ |
| 3 000 m steeple     | 8 min 53 s 02  | Eugene  | 20 juillet 2022    |
| 5 000 m piste       | 14 min 51 s 73 | Berlin  | 1er septembre 2019 |
| 10 kilomètres route | 29 min 51 s    | Valence | 12 janvier 2020    |